# Philippe Fournier (homme politique)
Pour les articles homonymes, voir Fournier et Philippe Fournier.
 Philippe Fournier, né le 4 juin 1818 à Estavayer-le-Lac et mort le 18 août 1886 à Fribourg, est une personnalité politique suisse, membre du parti conservateur.
Il est conseiller d'État 1862 à 1886, à la tête de la Direction de la police.

## Sources
- Georges Andrey, John Clerc, Jean-Pierre Dorand et Nicolas Gex, Le Conseil d’État fribourgeois : 1848-2011 : son histoire, son organisation, ses membres, Fribourg, Éditions La Sarine, 2012, 143 p. (ISBN 978-2-88355-153-4, lire en ligne), p. 46